# ドミトリー・ミハイロヴィチ
ドミトリー・ミハイロヴィチ（ロシア語: Дми́трий Миха́йлович, ラテン文字転写: Dmitrii Mikhailovich; 1299年 - 1326年9月15日）は、トヴェリ大公（在位：1319年 - 1326年）、ウラジーミル大公（在位：1322年 - 1326年）父はミハイル・ヤロスラヴィチ、母はロストフ公の娘アンナ・ドミトリエヴナ。モスクワのユーリー3世の奸計により殺害された父の敵をサライで討ち、その後ウズベク・ハンにより処刑される。死後、トヴェリ大公位は弟アレクサンドル・ミハイロヴィチが継いだ。

## 事跡
幼少期から戦いに出撃していた。
- 1314年に父がハン国に行き留守の際にノヴゴロド人が蜂起を起こすと、それを鎮圧して市長を追する。
- 1318年には父をサライに連れて行く。彼の帰国後に父がユーリー3世の計略で殺害されることになる。
- 1319年末に父の死の知らせを受け、トヴェリ公位に就く。
- 1320年末に、リトアニア大公ゲディミナスの娘マリアと結婚する。
- 1321年に、ハン国の貴族タヤンチャルがトヴェリ領であったカシンに来て、町を荒廃させる。
- 1322年に、ユーリー3世が、ルーシからハンに入る収入に手をつけていることをサライ・ベルケに報告する。
- 1324年には、ハンの許からユーリーに使節が送られた。
- 1325年にハンの陣営においてユーリーと出会い、ウズベク・ハンを目の前にして、その場でユーリーを殺害する。
- 1326年にそのまま処刑される。